# روي براون (لاعب كرة قدم بريطاني)
روي براون (بالإنجليزية: Roy Brown)‏ (5 أكتوبر 1945 في المملكة المتحدة - ) هو لاعب كرة قدم بريطاني في مركز حراسة المرمى. لعب مع توتنهام هوتسبير ونادي ريدنغ ونوتس كاونتي ونادي مانسفيلد تاون.

## وصلات خارجية
- روي براون على موقع قاعدة بيانات كرة القدم.إي يو (الإنجليزية)